# Hrabstwo Breathitt
Breathitt – hrabstwo w Stanach Zjednoczonych, w stanie Kentucky. Siedzibą władz hrabstwa jest Jackson.
Hrabstwo Breathitt zostało ustanowione w 1839 roku.
Hrabstwo należy do nielicznych hrabstw w Stanach Zjednoczonych należących do tzw. dry county, czyli hrabstw gdzie decyzją lokalnych władz obowiązuje całkowita prohibicja.